# Богач Євдокія Макарівна
Євдокія Макарівна Бо́гач (20 листопада 1943, Попелюхи ― 30 листопада 2014, Київ), українська художниця; член Спілки радянських художників України з 1974 року.

## Біографія
Народилася 20 листопада 1943 року в селі Попелюхах (нині село Яворівка Тульчинського району Вінницької області) у селянській сім'ї. 1961 року закінчила загальноосвітню середню школу і протягом 1962—1967 років навчалася на відділенні художньої кераміки у Косівському училищі прикладного мистецтва, здобула кваліфікацію «художник-майстер».
По завершенні навчання була направлена до міста Севастополя, де спочатку рік працювала старшим лаборантом експериментальної майстерні сувенірних виробів; у в 1968—1970 роках — художником-оформлювачем торговельного об'єднання № 1; у 1970—1971 роках — у художньо-виробничих майстернях.
З 1971 року мешкала і працювала у Києві: упродовж 1971—1976 років — художник творчої майстерні комплексного оформлення, потім — на Комбінаті монументально-декоративного мистецтва Творчо-виробничого об'єднання «Художник» Художнього фонду Спілки художників України. Із розпадом СРСР та припиненням надходження замовлень на оздоблення архітектурних споруд, займалася індивідуальною художньою діяльністю. Мешкала у Києві в будинку на проспекті Правди, № 76. Померла у 2014 році.

## Творчість
Працювала в галузях монументального, декоративно-ужиткового мистецтва, живопису, архітектури, паркової скульптури, розробляла дизайн інтер'єрів та екстер'єрів. Творчість розподіляється на кілька етапів, упродовж яких вона віддавала перевагу:
- керамічній пластиці (кінець 1960-х — перша половина 1970-х років);
- монументально-декоративним формам (друга половина 1970-х — 1980-ті роки);
- декоративному розпису на тарелях або блюдах (кінець 1970-х — 1990-ті роки);
- живопису на полотні акриловими фарбами (2000-ні роки).

Серед робіт:
- керамічні скульптурні композиції: «Відпочинок» (1971), «Весілля» (1971)[5], «Колгоспне село» (1972), «Обід у полі» (1972), «Їхав козак за Дунай» (1973)[1];
- тарелі: «Перемога» (1979)[1], «Квіти», «Свято», «Птиця», «Цвіте терен»[6], серія «Природа»[7];
- живопис: «Птаха» (2000-ні, темпера)[8], «Віщий птах» (2000-ні, темпера)[1];

Монументальні роботи
- керамічні вставки у дитячому садку «Казка» у Сімферополі (1972)[1];
- мозаїчне панно «Дружба» фасаді Палацу культури міста Охтирки Сумської області (1973)[1];
- панно «Свято», «Лукаш», «Лісова пісня», «Казкові звірі в лісі» (шамот, поливи) у санаторії «Пуща-Водиця» у Києві (1980—1981)[1];
- декоративне панно «Дерево життя» й рельєфні тарелі в холах бібліотеки на масиві Виноградарі у Києві (1983)[1];
- панно «Наука» в Інституті мікроприборів (шамот, тонування) у Києві[1];
- темперний розпис у вестибюлі та холах чотирьох поверхів загальноосвітньої школи у Києві[1];
- оформлення Будинку культури у місті Чигирині Черкаської області[4].

Учасниця республіканських, всесоюзних, міжнародних виставок з 1963 року.
Роботи зберігаються в Національному музеї українського народного декоративного мистецтва у Києві, у фондах Міністерства культури та інформаційної політики України.